# Escola de Salamanca

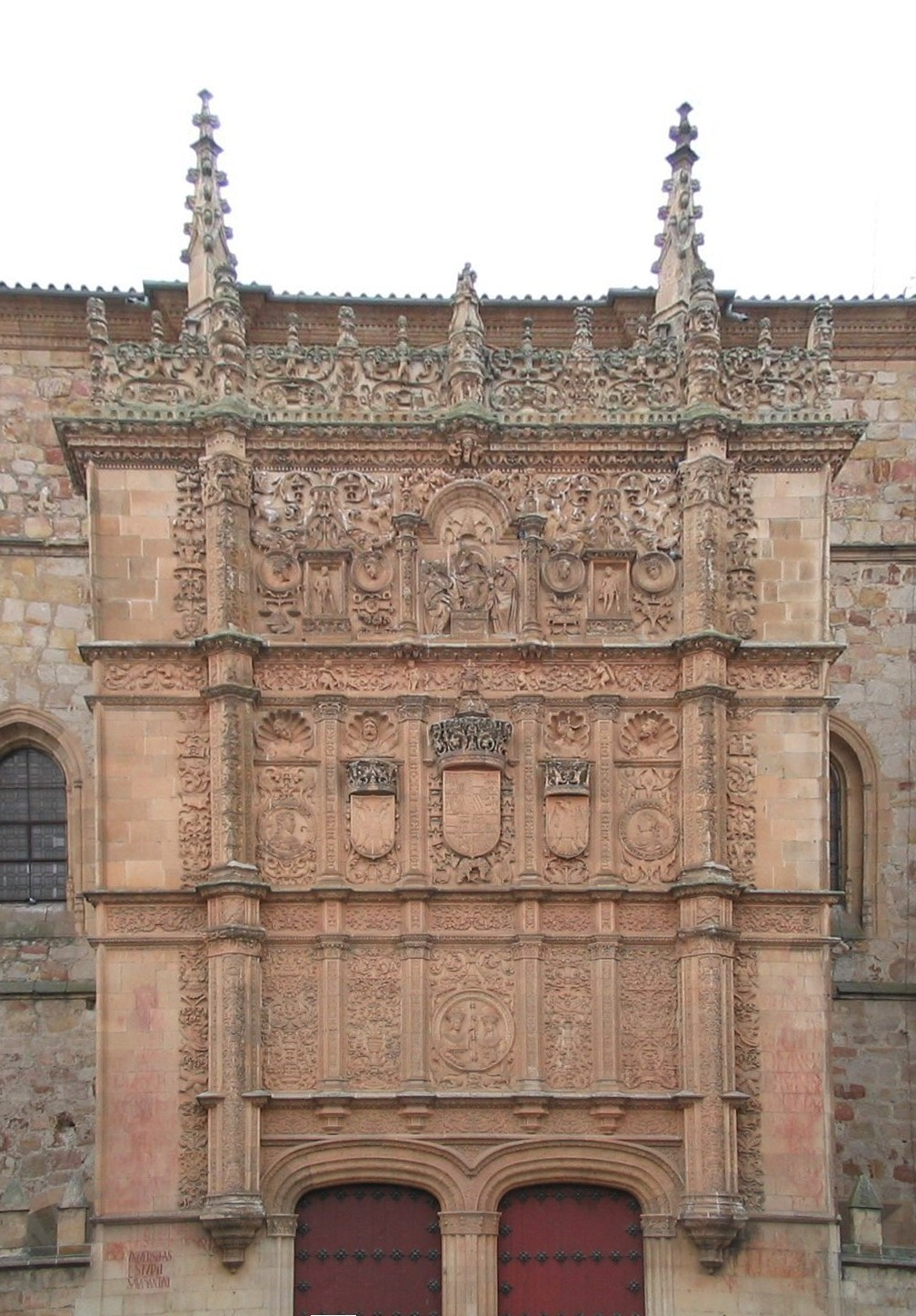
Universitat de Salamanca

El terme Escola de Salamanca s'utilitza de manera genèrica per a designar el renaixement del pensament en diverses àrees que va dur a terme un important grup de professors universitaris espanyols i portuguesos, però especialment els teòlegs, arran de la tasca intel·lectual i pedagògica de Francisco de Vitoria a la Universitat de Salamanca. No hi ha cap dubte que la influència de l'Escola es va haver de sentir a altres nacions, atès que molts dels components de l'Escola van donar classes a universitats de fora d'Espanya.
S'inscriu dins del context més ampli del Segle d'Or espanyol, en el qual no només hi va haver una eclosió de les arts, també a Salamanca, on va florir l'Escola de Salamanca, sinó també de les ciències, que es manifesta especialment en aquesta Escola.

## Context històric

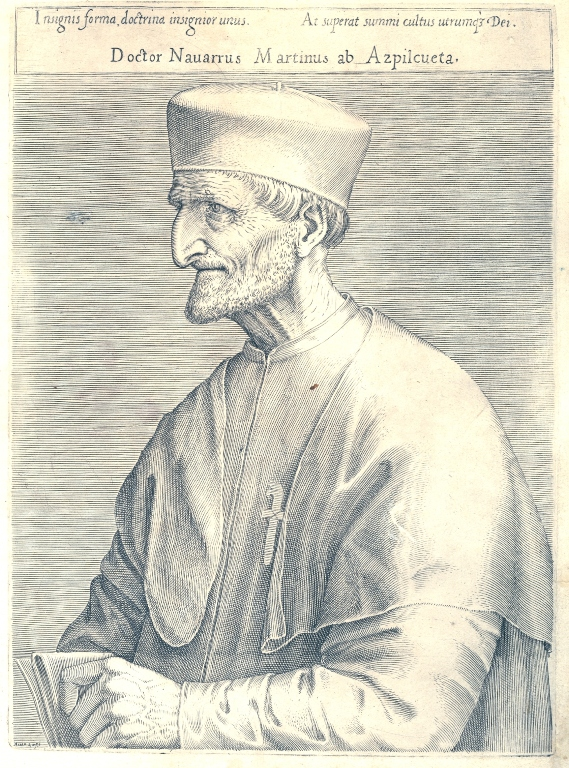
Martín de Azpilcueta.

Des de començaments del segle XVI les concepcions tradicionals de l'home i la seva relació amb Déu i amb el món s'havien vist sacsejades per l'aparició de l'humanisme, per la reforma protestant i pels nous descobriments geogràfics i les seves conseqüències. L'adveniment de l'edat moderna suposà un canvi important en el concepte de l'home en societat. L'Escola de Salamanca abordà aquests problemes des de nous punts de vista.
Francisco de Vitoria, Domingo de Soto, Luis de Alcalá, Martín de Azpilcueta, Tomás de Mercado o Francisco Suárez, tots ells iusnaturalistes i moralistes, són els fundadors d'una escola de teòlegs i juristes que realitzà la tasca de reconciliar la doctrina tomista amb el nou ordre social i econòmic. Els temes d'estudi se centraren principalment en l'home i en els seus problemes pràctics (morals, econòmics, jurídics...), tot i que no es tracta d'una doctrina única acceptada per tots, com ho proven els desacords o, àdhuc, les polèmiques entre ells, que demostren la vitalitat intel·lectual a l'Escola.
Per l'amplitud de temes tractats s'ha plantejat la conveniència de distingir dues escoles, la de Salamanca i la de Coïmbra. La primera començaria amb Francisco de Vitoria (1483-1546) i arriba a la seva màxima esplendor amb Domingo de Soto (1494-1560), tots ells de l'Orde de Predicadors. L'escola de Coïmbra estaria formada pels jesuïtes que, des de finals del segle xvi prengueren el relleu intel·lectual dels dominics. Entre els jesuïtes s'hi troben Luis de Molina (1535-1600) i Francisco Suárez (1548-1617).

## Teologia
Al Renaixement la teologia estava en decadència front a l'humanisme, amb l'escolàstica convertida en una metodologia buida i rutinària. La Universitat de Salamanca representà, a partir de Francisco de Vitoria, un auge de la teologia especialment com renaixement del tomisme, que influí en la vida cultural en general i en altres universitats europees. L'aportació fonamental de l'Escola de Salamanca a la teologia potser és l'apropament als problemes de la societat, que abans havien estat ignorats, a més de l'estudi de qüestions fins aleshores inèdites. Per això de vegades s'emprava el terme teologia positiva per destacar el seu caràcter pràctic front a la teologia escolàstica.

### Moral
En una època en què la religió ho impregnava tot, analitzar la moralitat dels actes era l'estudi més pràctic i útil que es podia fer per servir a la societat. Per això les aportacions originals en dret i en economia de l'Escola de Salamanca no foren originàriament una altra cosa que anàlisis concretes dels desafiaments i dels problemes morals ocasionats a la societat per les noves situacions.
Amb el pas dels anys s'obtingué una sèrie de respostes a dilemes morals concrets. Però com una casuística mai no podia ser completa, també se cercà una regla o principi més general. A partir d'aquí començà a desenvolupar-se el probabilisme, on el criteri últim ja no era la veritat, sinó la seguretat de no escollir malament. Desenvolupat principalment per Bartolomé de Medina i continuat per Gabriel Vázquez i Francisco Suárez, el probabilisme arribà a convertir-se en l'escola moral més important durant els segles següents.

### Existència del mal al món
Una idea revolucionària entre les desenvolupades pels de Salamanca és que es pot fer el mal tot i que es conegui Déu, i es pot fer el bé encara que no se'l conegui. És a dir, la moral no depèn de la divinitat. Això resultava especialment important per al tracte amb els pagans, atès que el fet que no fossin cristians no pressuposava que no fossin bons.
Vitoria proporcionà una imatge nova de la divinitat per intentar explicar la presència del mal al món. La seva existència feia difícil creure que Déu pogués ser infinitament bo i infinitament poderós alhora.
Vitoria explicà aquesta paradoxa apel·lant al lliure albir humà. Atès que la llibertat és concedida pel mateix Déu a cada home, no cal que l'home actuï escollint sempre el bé. La conseqüència és que l'home pot provocar voluntàriament el mal.

### PolèmicaDe auxiliis
Aquesta polèmica apuntà, a finals del segle xvi, entre jesuïtes i dominics sobre la gràcia i la predestinació, ço és, com es pot conciliar el lliure albir amb l'omnipotència de Déu. El 1582 el jesuïta Prudencio de Montemayor i l'agustí Luis de León parlaren sobre la llibertat humana en un acte públic. El dominic Domingo Báñez considerà que li donaven un pes excessiu i que empraren uns termes que sonaven herètics, per la qual cosa els acusà a la Inquisició de pelagianisme. Aquesta doctrina realçava el lliure albir humà en detriment del pecat original i de la gràcia atorgada per Déu. El resultat d'aquesta escaramussa fou que Prudencio de Montemayor acabà apartat de l'ensenyament i a Luis de León se li prohibí defensar tals idees.
Báñez fou acusat a la Inquisició per Luis de León de cometre l'error de Luter. Segons aquesta doctrina, que està a la base del protestantisme, l'home està corromput a conseqüència del pecat original i no pot salvar-se pels seus propis mètodes, només si Déu li concedeix la gràcia. Báñez, però, fou exculpat.
Tanmateix, això no acabà amb la polèmica, que continuà amb Luis de Molina amb la seva Concordia liberi arbitrii cum gratiae donis (1588), refugiant-se en Pedro da Fonseca, que es considerà la millor expressió de la posició dels jesuïtes. La polèmica continuà durant anys i inclogué un intent dels dominics perquè el papa Climent VIII condemnés la Concordia de Molina. Finalment Pau V el 1607 reconegué la llibertat de jesuïtes i dominics per defensar llurs idees, prohibint que cap d'elles fos qualificada d'heretgia.

## Dret i justícia
La doctrina jurídica de l'Escola de Salamanca significà el final dels conceptes medievals del dret, amb la primera gran reivindicació de la llibertat, inusitada per a l'Europa de l'època. Els drets naturals de l'home passaren a ser, d'una manera o d'una altra, el centre d'atenció, tant els relatius al cos (dret a la vida, a la propietat) com a l'esperit (dret a la llibertat de pensament, a la dignitat).

### Dret natural i drets humans
L'Escola de Salamanca reformulà el concepte de dret natural. Aquest sorgeix de la pròpia natura, i tot allò que existeixi segons l'ordre natural comparteix aquest dret. La conclusió òbvia és que, atès que tots els homes comparteixen la mateixa naturalesa també comparteixen els mateixos drets com el d'igualtat o de llibertat. Ja que l'home no viu aïllat sinó en societat, la llei natural no es limita a l'individu. Així doncs, per exemple, la justícia és un exemple de llei natural que es realitza dins de la societat. Per a Gabriel Vázquez actuar amb justícia és un deure dictat per la llei natural.
D'aquesta manera, davant la concepció predominant a Espanya i a Europa dels indis d'Amèrica com infantils o incapaços, una gran novetat fou el reconeixement dels seus drets, com el dret a la propietat de llurs terres o a rebutjar la conversió per la força.

### Sobirania

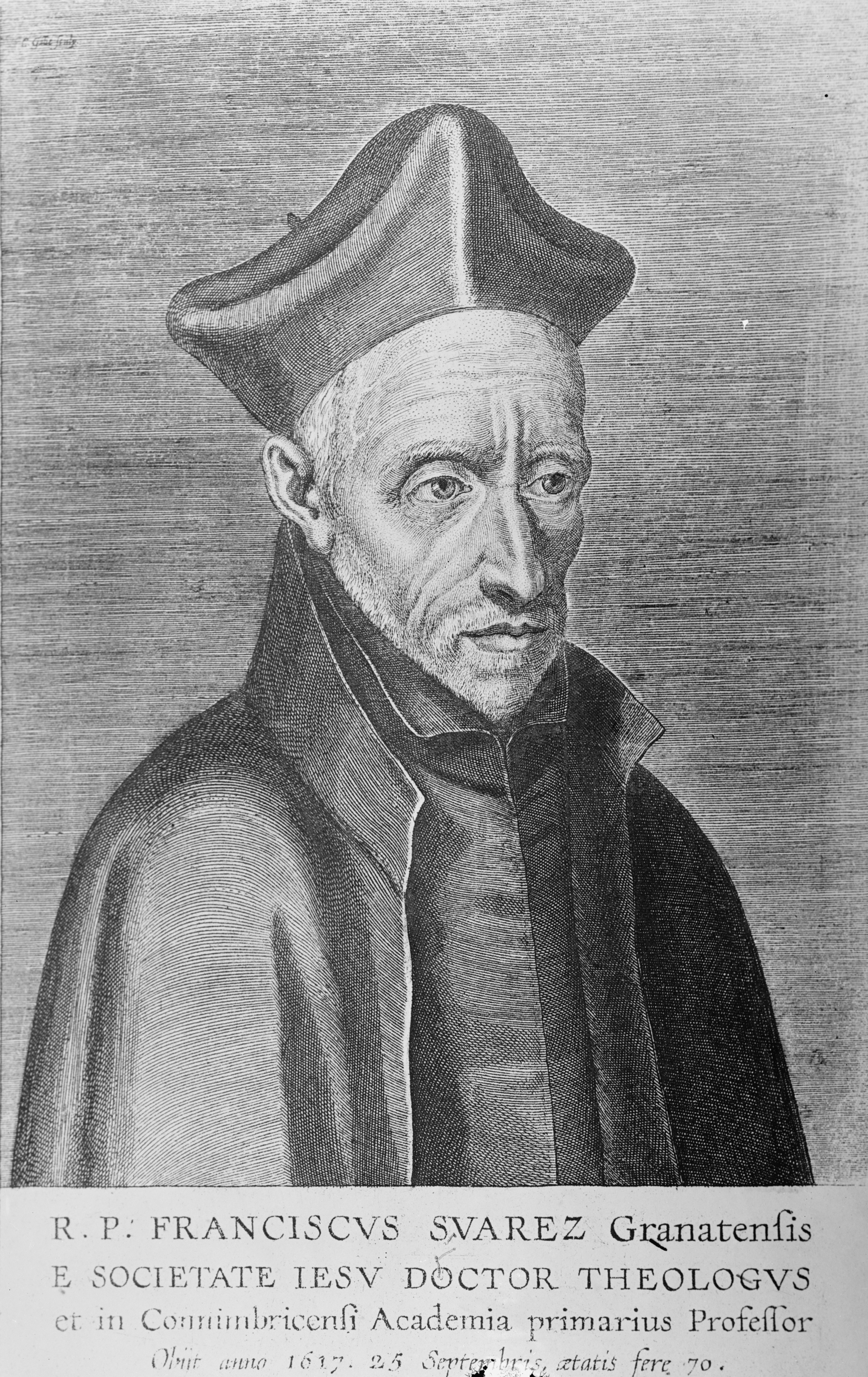
Francisco Suárez.

L'Escola de Salamanca distingí dues potestats, l'àmbit natural o civil i l'àmbit sobrenatural, que a l'edat mitjana no es diferenciaven pas. Una conseqüència directa de la separació de potestats és que el rei o emperador no tenia jurisdicció sobre les ànimes, ni el Papa poder temporal. Fins i tot proposaren que el poder del governant tenia les seves limitacions. Així doncs, segons Luis de Molina, una nació és anàloga a una societat mercantil en què els governants en serien els administradors, però on el poder resideix en el conjunt dels administradors considerats individualment, quan la idea anterior era que el poder de la societat sobre l'individu és major que el d'aquest sobre si mateix, atès que el poder del governant era una emanació del poder diví, cosa que els de Salamanca rebutjaven.
Així per exemple, la corona anglesa mantenia la teoria del poder reial per designi diví (l'únic receptor legítim de l'emanació de poder de Déu és el rei), de manera els súbdits només podien acatar les seves ordres per no contravenir aquest designi. Front a això, diversos integrants de l'Escola sostingueren que el poble és el receptor de la sobirania, el qual la transmet al príncep governant segons diverses condicions. El més destacat en aquest sentit possiblement fou Francisco Suárez, l'obra del qual Defensio Fidei Catholicae adversus Anglicanae sectae errores (1613) fou la millor defensa de l'època de la sobirania del poble. Els homes neixen lliures per la seva pròpia naturalesa i no pas serfs d'un altre home, i poden desobeir i àdhuc deposar un governant injust. Així com Molina, afirma que el poder polític no pertany a cap persona en concret, però se'n diferencia pel matís que considera que el receptor és el poble com un tot, no com un conjunt de sobirans individuals.
Per a Suárez el poder polític de la societat és contractual en el seu origen perquè la comunitat es forma pel consens de voluntats lliures. La conseqüència d'aquesta teoria contractualista és que la forma de govern natural és la democràcia, mentre que l'oligarquia o la monarquia sorgeixen com a institucions secundàries, que són justes si les ha escollides el poble.

### Dret de gents i dret internacional
Francisco de Vitoria fou potser el primer a desenvolupar una teoria sobre l'ius gentium (dret de gents) que sens dubte pot qualificar-se de moderna. Extrapolà les seves idees d'un poder sobirà legítim sobre la societat a l'àmbit internacional, concloent que aquest àmbit també ha de regir-se per unes normes justes i respectuoses amb els drets de tothom. El bé comú de l'orbe és de categoria superior al bé de cada estat. Això significà que les relacions entre estats havien de passar d'estar justificades per la força a estar justificades pel dret i la justícia. Alguns historiadors han contradit la versió tradicional dels orígens del dret internacional, que destaca la influència de De jure belli ac pacis d'Hugo Grocio i proposen Vitoria i, més endavant Suàrez, com precursors i, potencialment, fundadors del camp. D'altres, com Koskenniemi, han argüit que cap d'aquests pensadors humanistes ni escolàstics fundaren el dret internacional en el sentit modern posant, en canvi, els orígens en l'època posterior al 1870.
L' ius gentium va anar diversificant-se. Francisco Suárez, que ja treballava amb categories ben perfilades, distingia entre ius inter gentes i ius intra gentes. Mentre que l' ius inter gentes, que correspondria al dret internacional modern, era comú a la majoria de països (per ser un dret positiu, no natural, no té per què ser obligatori a tots els pobles), l'ius intra gentes o dret civil és específic de cada nació.